# 統一党 (中華民国)
統一党（とういつとう）は、中華民国の初期に存在した公開政党。1912年（民国元年）初めに南京で成立。

## 経過
中華民国成立後に中国同盟会から離脱した章炳麟が率いる中華民国聯合会と、張謇らが率いる予備立憲公会とが合併して成立した。両派ともに、江蘇省・浙江省を地盤としており、地理的にも親和性が高かったことが、合併を容易にしている。
宗旨としては全国統一、中央政府建設、共和政治促進を掲げ、同盟会とは対抗関係にあり、袁世凱を支持する立場にあった。
同年5月、参議院が北京に移るとともに、民社、国民党、国民協進会、民国公会と合併して、共和党を結成した。しかし、まもなく章炳麟は共和党から離脱し、統一党の存続を宣言する。1912年末からの衆参両院選挙に参加したが、両院議席数は18にとどまり、第3位の勢力ながらも国民党（269議席）、共和党（120議席）には遠く及ばなかった。1913年（民国2年）5月、共和党、民主党と合併し、進歩党を結成した。
主な幹部としては、以下の者があげられる。
- 理事：章炳麟、程徳全、張謇、熊希齢
- 参事：唐文治、湯寿潜、蔣尊簋、唐紹儀、湯化竜、温宗尭ほか
- 幹事：張弧、林長民、王印川ほか

## 注
1. ↑  宋教仁らが組織した国民党とは別政党である。